# Adolf Köster
Adolf Köster est un homme politique allemand, né le 8 mars 1883 à Verden (Province de Hanovre) et mort le 18 février 1930 à Belgrade (Yougoslavie).
Membre du SPD, il est ministre des Affaires étrangères en 1920 et ministre de l'Intérieur entre 1921 et 1922.